# Het Uur Blauw
Het Uur Blauw (2020) is een wekelijkse twaalfdelige podcastreeks van acteur en columnist Johan Terryn, in samenwerking met De Morgen en Humo.
Toen in april 2020 de vader van Terryn overleed, ten tijde van de coronapandemie, moest Terryn op afstand afscheid van hem nemen omdat België vanwege overheidsmaatregelen zich in een staat van lockdown bevond. Naar aanleiding van deze ervaring maakte Terryn hierover een column op Radio 1. De reacties van lotgenoten die hierop volgden waren de aanleiding voor de podcastreeks.
Opzet van de podcast is dat Terryn tijdens een wandeling een uur voor zonsopkomst in een een-op-een gesprek gaat met een gast die een dierbare verloren heeft tijdens de lockdown. In het uur tot zonsopkomst, het zogenaamde blauwe uur, vertelt de gast zijn verhaal over de beperkingen van afscheid nemen zonder nabij te kunnen zijn en het daaropvolgende rouwproces.
Na twaalf afleveringen heeft Terryn een gelijknamige theatervoorstelling gemaakt, die draait om zijn eigen ervaringen. Ook is uit de podcast de audiowandeling Doe Het Zelf Uur Blauw voortgekomen, waarin nabestaanden de mogelijkheid hebben hun eigen ritueel en eerbetoon te maken aan de persoon die overleden is.
In maart 2021 verscheen bij Uitgeverij Lannoo ook het boek "Het Uur Blauw."